# Resolutie 2397 Veiligheidsraad Verenigde Naties
Resolutie 2397 van de Veiligheidsraad van de Verenigde Naties werd unaniem door de VN-Veiligheidsraad aangenomen op 22 december 2017. De resolutie van Amerikaanse hand verzwaarde opnieuw de sancties tegen Noord-Korea, dat een maand eerder opnieuw een ballistische raket had beproefd.

De Noord-Koreaanse Kwasong-15-ICBM (links) vergeleken met de Amerikaanse Titan II-ICBM en een mens (rechts).

## Standpunten
De Amerikaanse VN-ambassadeur Nikki Haley bedankte onder meer China voor de samenwerking aan de bereikte consensus. Ze zei dat Noord-Korea zichzelf internationaal isoleerde door zijn acties, en zich nog verder zou isoleren als het doorging met provoceren. Men zou internationale sancties tegenover de agressieve acties van het regime blijven stellen. De VS was ook een campagne gestart om Noord-Korea's diplomatieke relaties en financiële middelen af te snijden, om het land terug aan de onderhandelingstafel te dwingen.
Andere landen benadrukten dat de bedoeling van de sancties was om druk uit te oefenen teneinde de gesprekken opnieuw op gang te brengen en tot een politieke oplossing te komen, zonder de arme bevolking van Noord-Korea te raken. Kazachstan vond dat het tijdelijk karakter ervan benadrukt moest worden om gesprekken op gang te krijgen.
China zei dat sancties alleen niet tot een oplossing zouden leiden, en herhaalde zijn voorstel voor een wederzijdse opschorting: Noord-Korea's kern- en wapenprogramma voor de Amerikaanse-Zuid-Koreaanse militaire oefeningen. China riep ook op om een einde te maken aan de "oververhitte retoriek". De Amerikaanse president Donald Trump en de Noord-Koreaanse leider Kim Jong-un hadden elkaar de voorgaande maanden meermaals bedreigd.
Zuid-Korea zei dat de internationale gemeenschap moest blijven tonen dat men Noord-Korea nooit als kernmacht zou aanvaarden. Minister Park Chull‑joo riep het land ook op deel te nemen aan de aankomende Olympische Winterspelen "van vrede" in Zuid-Korea. Nog moest Noord-Korea afstand nemen van de illusie dat kernwapens voor veiligheid zouden zorgen, en liever te zorgen voor het welzijn van zijn bevolking.
Volgens Noord-Korea kwamen de sancties neer op een totale economische blokkade. Het land omschreef ze in een verklaring van het Ministerie van Buitenlandse Zaken dan ook als een "oorlogsdaad".

## Achtergrond
Al in 1992 werd een akkoord gesloten over de bevriezing van Noord-Korea's kernprogramma. In het begin van de 21e eeuw kwam het land echter in aanvaring met de Verenigde Staten, toen president George W. Bush het land bij de zogenaamde as van het kwaad rekende. Noord-Korea hervatte de ontwikkeling van kernwapens en ballistische raketten om ze naar het doel te brengen. In 2006 voerde het land een eerste kernproef uit, in 2009 gevolgd door een tweede. Hieropvolgend werden middels resolutie 1718 sancties ingesteld tegen het land. Er volgden hierop nog verschillende nieuwe kernproeven en steeds zwaardere sancties.
Op 28 november 2017 vuurde Noord-Korea een Kwasong-15-raket af, van een formaat groter dan de raketten die bij voorgaande proeven werden gebruikt. De raket zou 50 minuten gevlogen hebben en een hoogte van 4475 kilometer hebben bereikt, om 950 kilometer verder in de Japanse Zee neer te komen. Volgens experts had deze raket een bereik tot 13.000 kilometer en kon ze elke Amerikaanse stad bereiken.

## Inhoud
De Veiligheidsraad voegde veertien personen toe aan de sanctielijst. Zij kregen een reisverbod opgelegd en hun buitenlandse banktegoeden werden bevroren. De meesten onder hen waren bankiers. Ook het Noord-Koreaanse Ministerie van Strijdkrachten werd op de lijst gezet, waardoor ook hun buitenlandse banktegoeden werden bevroren.
Verder werden de sancties tegen Noord-Korea opnieuw aangescherpt. De levering van ruwe aardolie werd beperkt tot vier miljoen vaten per periode van twaalf maanden vanaf deze resolutie. Dat kwam overeen met de hoeveelheid die het land op dat moment jaarlijks geleverd kreeg. De levering van geraffineerde olieproducten, die in september 2017 nog was beknot tot twee miljoen vaten per jaar, werd nu ingeperkt tot een half miljoen vaten per twaalf maanden, vanaf 1 januari 2018. Het land zou hierdoor tot 89% minder benzine, diesel en andere geraffineerde producten kunnen invoeren. Alle leveringen moesten ook gemeld worden aan het sanctiecomité, dat op haar website moest publiceren welk land wanneer en hoeveel had geleverd.

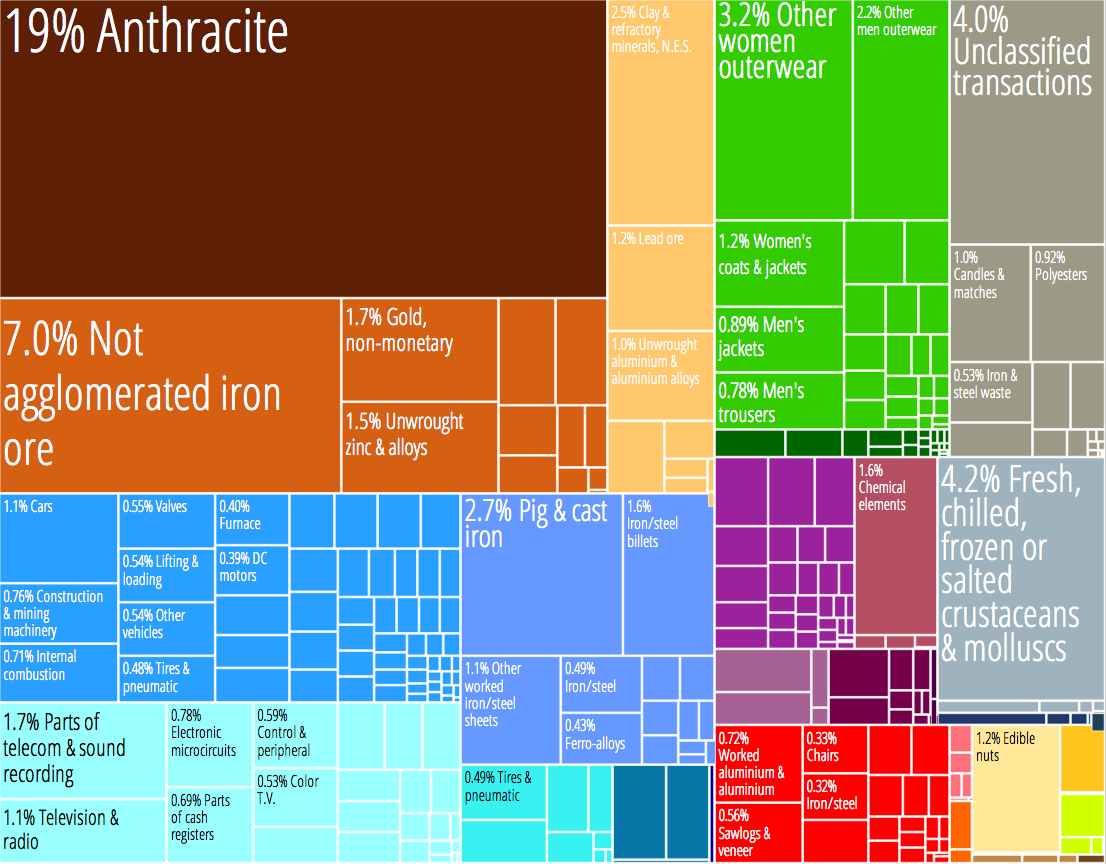
Proportioneel schema van Noord-Korea's uitvoer. Het blauwe blok zijn machines en onderdelen; het lichtblauwe elektrische apparatuur.

Er werden bijkomende embargo's opgelegd tegen voedsel, landbouwproducten, machines, elektrische apparatuur, aarde en steen inclusief magnesiet en magnesia, hout en schepen uit Noord-Korea. Deze sectoren stonden in 2016 voor circa 10% van Noord-Korea's totale exportvolume. De bijkomende embargo's zouden het land zowat 170 miljoen euro per jaar kosten. Ook werd verduidelijkt dat het bestaande embargo tegen zeevruchten tevens inhield dat Noord-Korea geen visrechten kon verkopen.
Omgekeerd mochten landen geen machines, voertuigen en metalen meer aan Noord-Korea verkopen. Het ging om zowat 30% van 's lands importvolume. Hierop werd om veiligheidsredenen een uitzondering voorzien voor reserveonderdelen voor passagiersvliegtuigen. In Noord-Korea werden enkel Russische vliegtuigen gebruikt.
Bij de vorige uitbreiding van de sancties was al bepaald dat landen geen nieuwe werkkrachten uit Noord-Korea meer mochten toelaten. Het regime wendde de zware belastingen op hun inkomsten immers aan voor het kernwapen- en raketprogramma. De circa 100.000 werkkrachten zouden het land jaarlijks zo'n 420 miljoen euro opleveren. De helft ervan werkte in China, en zo'n 30.000 in Rusland. Landen kregen nu twee jaar de tijd om alle Noord-Koreanen die een inkomen verwierven op hun grondgebied terug te sturen, tenzij ze de nationaliteit van het land hadden of terugsturen in strijd was met het internationaal recht, bijvoorbeeld als het ging om vluchtelingen of inzake mensenrechten. Voor Rusland waren die twee jaren een minimum om om te gaan met de logistieke problemen die met de maatregelen gepaard zouden gaan.
Intussen was gebleken dat Noord-Korea op illegale wijze over zee steenkool uitvoerde en olie invoerde door deze op zee over te pompen naar een ander schip. Landen moesten daarom verdachte schepen in hun havens of territoriale wateren inspecteren en indien nodig aan de ketting leggen.
Lijst ·  2337 ·  2338 ·  2339 ·  2340 ·  2341 ·  2342 ·  2343 ·  2344 ·  2345 ·  2346 ·  2347 ·  2348 ·  2349 ·  2350 ·  2351 ·  2352 ·  2353 ·  2354 ·  2355 ·  2356 ·  2357 ·  2358 ·  2359 ·  2360 ·  2361 ·  2362 ·  2363 ·  2364 ·  2365 ·  2366 ·  2367 ·  2368 ·  2369 ·  2370 ·  2371 ·  2372 ·  2373 ·  2374 ·  2375 ·  2376 ·  2377 ·  2378 ·  2379 ·  2380 ·  2381 ·  2382 ·  2383 ·  2384 ·  2385 ·  2386 ·  2387 ·  2388 ·  2389 ·  2390 ·  2391 ·  2392 ·  2393 ·  2394 ·  2395 ·  2396 ·  2397